# Demok
El demok o demók és una sopa típica de la gastronomia de la República de Palau. El Govern d'aquest estat insular d'Oceania li confereix el rang de sopa nacional i té com a ingredient principal el taro (Colocasia esculenta).
Es tracta d'una menja preparada per mitjà de bullir les fulles (en grau més baix, també les tiges) de taro durant un període llarg de temps. Després, se'n descarta el brou i les fulles es barregen amb llet de coco. En algunes circumstàncies, de vegades també se li afegeix carn de cranc o de peix.

## Característiques socioculturals
El demok segueix, una de les dues tècniques culinàries més habituals de Palau: el bullit—l'altra és la cocció al vapor. És un plat que, en la cuina palauaiana, es consumeix i classifica com a odóim, és a dir, que pertany al grup d'aliments que duen ingredients animals i que són més o menys equivalents al concepte occidental de plat principal. També ho és, simplement i fins i tot en els casos en què no duu cranc, pel fet de cuinar-se amb coco. Segons la tradició, complementa els altres aliments rics en fècula (ongráol) i la combinació d'ambdós conceptes permet allò que es considera un àpat complet.
El cultiu del taro per a preparar el demok, com a sopa més popular de la nació, és una tasca històricament duta a terme per dones. Se n'ha documentat la seva importància clau a l'hora de refermar els vincles entre les dones d'un mateix clan, especialment un cop jubilades. Per causa del baix preu de mercat d'aquesta planta, la simple collita no és profitosa ni com a activitat econòmica de manteniment familiar, ni amb prou feines complementària a la pensió. Des dels anys 2010, tanmateix, han començat a donar-li valor afegit per mitjà de convertir el taro tant en xips vegetals, com sobretot en demok, que elles mateixes preparen, envasen al buit i venen congelat directament als intermediaris comercials.